# Arvid Högbom

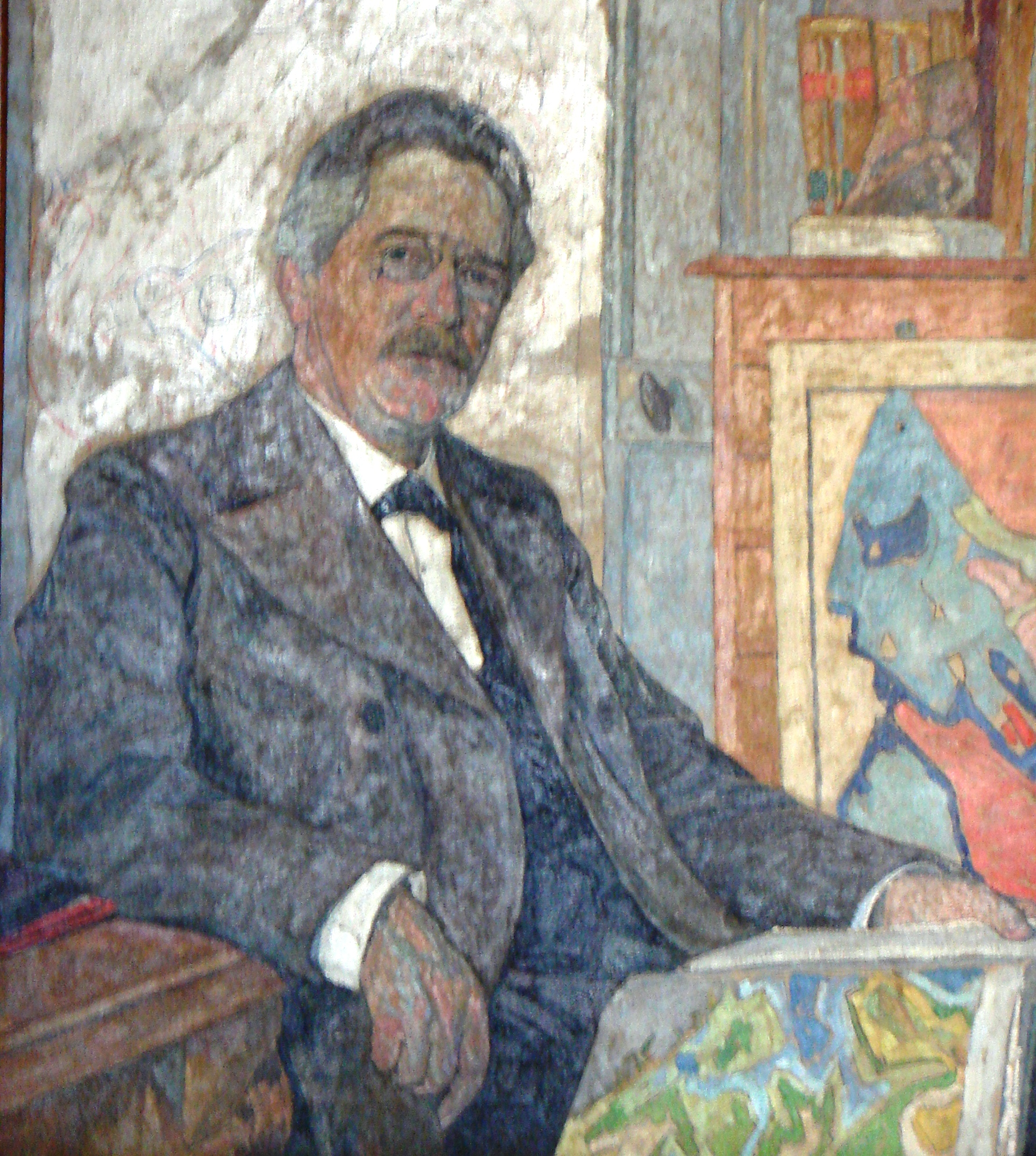
Arvid Högbom porträtterad av Carl Wilhelmson

Arvid Gustaf Högbom, född 11 januari 1857 i Vännäs, Västerbotten, död 19 januari 1940 i Uppsala, var professor i mineralogi och geologi vid Uppsala universitet.  

## Biografi
Arvid Gustaf Högbom var son till komministern Johan Gustaf Högbom och Carolina Kjellerstedt. Han avlade mogenhetsexamen vid Umeå högre allmänna läroverk 1876, blev filosofie kandidat vid Uppsala universitet 1880 och filosofie licentiat 1884, disputerade för filosofie doktorsgraden 1885, blev docent i geologi samma år och förestod professuren i mineralogi och geologi höstterminen 1887–mars 1890 och en del av hösten samma år. Han blev 1891 t.f. lärare och 1895 professor i mineralogi och geologi vid Stockholms högskola samt var 1896–1922 professor i mineralogi och geologi vid Uppsala universitet.
Hans son Ivar Högbom var ekonom, geolog och geograf. De är begravda på Uppsala gamla kyrkogård.

### Verksamhet som geolog
Högbom har utgett ett stort antal arbeten med geologiskt, geografiskt, kemiskt och meteorologiskt innehåll. Svante Arrhenius, nobelpristagare i kemi 1903, framförde 1895 teorin om att förbränning av kolhaltiga ämnen skulle kunna höja jordatmosfärens temperatur. Han fick stöd av Högbom, som hade gjort beräkningar i frågan men också konstaterat att med dåvarande förbränningstakt skulle det dröja mycket lång tid innan en märkbar höjning skulle ske.
I sitt artikel "Precambrian geology of Sweden" från 1910 tillkännagav Högbom upptäckten av Subkambriska peneplanet som täcker stora delar av Sverige.
Högbom tog livligt del i förarbetena för den 11:e Internationella geologkongressen i Stockholm 1910 både som ledare av exkursioner och som författare av ett flertal guideböcker till dessa, företrädesvis till exkursionerna i Norrland. Han redigerade band III-XVIII av "Bulletin of the Geological institution of Upsala" (1897–1922). Han blev ledamot av Vetenskapssocieteten i Uppsala 1898, av Vetenskapsakademien 1905, av Lantbruksakademien 1913, av Fysiografiska sällskapet i Lund 1920, av Vetenskaps- och vitterhetssamhället i Göteborg 1921 och flera utländska lärda samfund.
Högboms självbiografiska anteckningar utgavs 2019 av Carl Frängsmyr.